# Guómín Gémìng Jūn
Il Guómín Gémìng Jūn (國民革命軍T, 国民革命军S - talvolta abbreviato in 革命軍T o Esercito rivoluzionario prima del 1928 e 國軍T o Esercito nazionale dopo il 1928, nome completo in italiano Esercito rivoluzionario nazionale) è stato il braccio militare del Kuomintang (KMT, o Partito Nazionalista Cinese) dal 1925 al 1947 nella Repubblica di Cina. Esso divenne anche l'esercito regolare della Repubblica di Cina durante il periodo di dominio del partito del KMT a partire dal 1928. Venne ribattezzato Forze armate della Repubblica di Cina dopo la Costituzione del 1947, che istituì il controllo civile dei militari.
Originariamente organizzato con l'aiuto dei sovietici come mezzo del Kuomintang per unificare la Cina durante il Periodo dei signori della guerra, l'Esercito rivoluzionario nazionale combatté importanti battaglie nella Spedizione del Nord contro i signori della guerra cinesi dell'Esercito Beiyang, nella Seconda guerra sino-giapponese (1937–1945) contro l'Esercito imperiale giapponese e nella Guerra civile cinese contro l'Esercito Popolare di Liberazione.
Durante la seconda guerra sino-giapponese, le forze armate del Partito Comunista Cinese vennero nominalmente incorporate nell'Esercito rivoluzionario nazionale (pur mantenendo comandi separati), ma si separarono per formare l'Esercito Popolare di Liberazione poco dopo la fine del la guerra. Con la promulgazione della Costituzione della Repubblica di Cina nel 1947 e la fine formale dello stato-partito del KMT, l'Esercito rivoluzionario nazionale venne ribattezzato Forze armate della Repubblica di Cina, con la maggior parte delle sue forze che formarono l'Esercito della Repubblica di Cina, che si ritirò nell'isola di Taiwan nel 1949.

## Storia

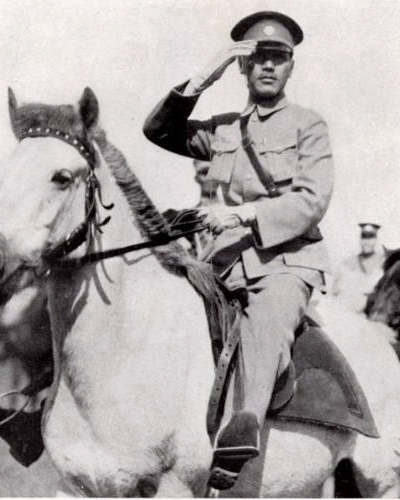
Il generalissimo Chiang Kai-shek, comandante in capo dell'Esercito rivoluzionario nazionale, emerse dalla Spedizione del Nord come leader della Cina.

L'esercito nazionalista venne fondato dal Kuomintang nel 1925 come forza militare destinato a unire la Cina nella Spedizione del Nord. Organizzato con l'aiuto del Comintern e guidato sotto la dottrina dei Tre Principi del Popolo, la distinzione tra partito, stato ed esercito era spesso confusa. Un gran numero di ufficiali dell'esercito passò attraverso l'Accademia militare di Whampoa, e il primo comandante, Chiang Kai-shek, divenne comandante in capo dell'esercito nel 1925 prima di lanciare con successo la Spedizione del Nord. Altri comandanti di spicco includevano Du Yuming e Chen Cheng. La fine della Spedizione del Nord nel 1928 è spesso considerata la data in cui finì il periodo dei signori della guerra in Cina, anche se l'attività dei signori della guerra su scala ridotta continuò negli anni successivi.

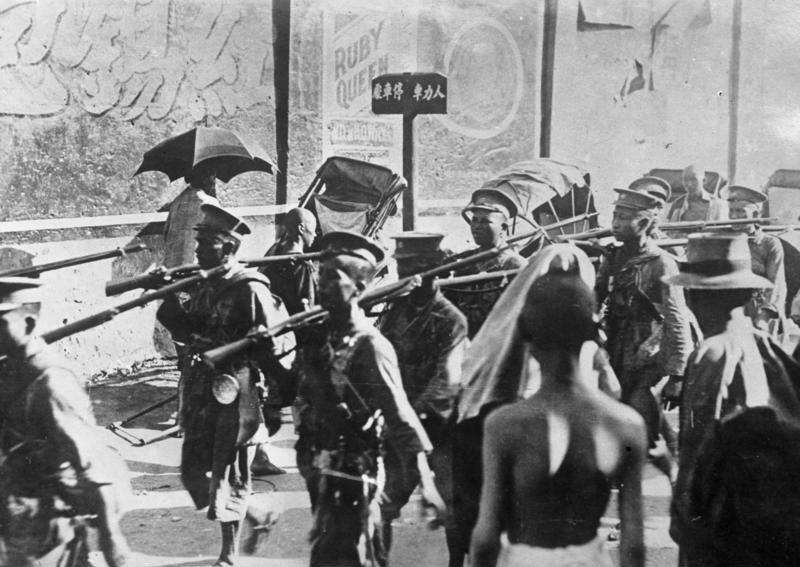
Soldati dell'ERN si preparano a difendere Shanghai dall'esercito privato di Sun Chuanfang.

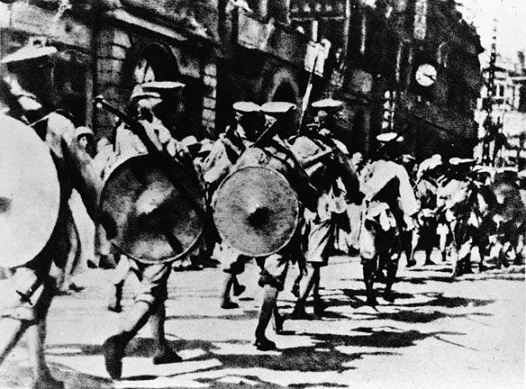
Soldati dell'Esercito rivoluzionario nazionale marciano nelle concessioni britanniche di Hankou durante la Spedizione del Nord.

Nel 1927, dopo lo scioglimento del Primo Fronte Unito tra nazionalisti e comunisti, il KMT al potere epurò i suoi membri di sinistra ed eliminò in gran parte l'influenza sovietica dai suoi ranghi. Chiang Kai-shek si rivolse quindi alla Germania, storicamente una grande potenza militare, per la riorganizzazione e la modernizzazione dell'Esercito rivoluzionario nazionale. La Repubblica di Weimar inviò consiglieri in Cina, ma a causa delle restrizioni imposte dal Trattato di Versailles non poterono prestare servizio militare. Chiang inizialmente richiese generali famosi come Ludendorff e von Mackensen come consiglieri; il governo della Repubblica di Weimar lo rifiutò, tuttavia, temendo che fossero troppo famosi, che avrebbero attirato le ire degli Alleati e che avrebbe comportato la perdita di prestigio nazionale per figure così illustri lavorare, essenzialmente, come mercenari.
Quando Adolf Hitler divenne il cancelliere della Germania nel 1933 e sconfessò il Trattato, il Partito nazista e il KMT furono presto impegnati in una stretta collaborazione. con la Germania che addestrava le truppe cinesi ed espandeva le infrastrutture cinesi, mentre la Cina apriva i suoi mercati e le sue risorse naturali alla Germania. Max Bauer fu il primo consigliere della Cina.

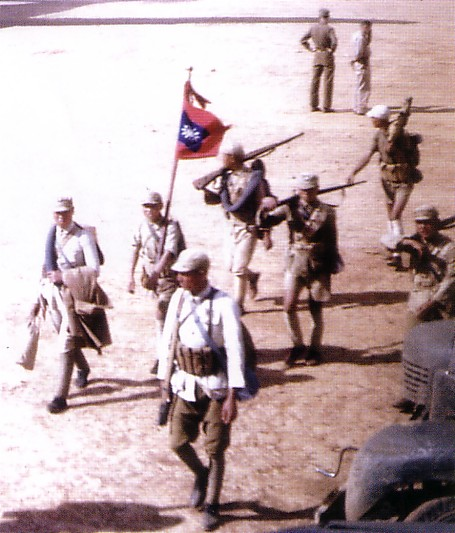
L'ERN durante la seconda guerra mondiale.

Nel 1934 il generale Hans von Seeckt, in qualità di consigliere di Chiang, propose un "Piano 80 divisioni" per riformare l'intero esercito cinese in 80 divisioni di truppe altamente addestrate e ben equipaggiate organizzate secondo linee tedesche. Il piano non venne mai completamente realizzato, poiché gli eterni litigiosi signori della guerra non riuscivano a mettersi d'accordo su quali divisioni dovevano essere unite e sciolte. Inoltre, poiché l'appropriazione indebita e la frode erano all'ordine del giorno, specialmente nelle divisioni sottoforza (lo stato della maggior parte delle divisioni), la riforma della struttura militare avrebbe minacciato la "presa" dei comandanti di divisione. Pertanto, nel luglio 1937 solo otto divisioni di fanteria avevano completato la riorganizzazione e l'addestramento. Queste erano la 3ª, la 6ª, la 9ª, la 14ª, la 36ª, l'87ª, l'88ª e la Divisione di addestramento.
Un altro generale tedesco, Alexander von Falkenhausen, venne in Cina nel 1934 per aiutare a riformare l'esercito. Tuttavia, a causa della successiva cooperazione della Germania nazista con l'Impero del Giappone, venne poi richiamato nel 1937. Dopo la sua festa di addio con la famiglia di Chiang Kai-shek, promise di non rivelare i suoi piani di battaglia ai giapponesi.

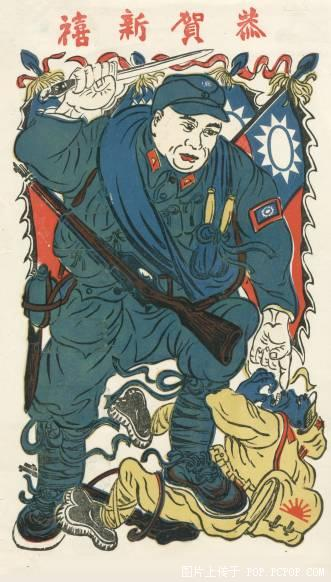
Un poster di propaganda cinese raffigurante l'Esercito rivoluzionario nazionale.

Per un certo periodo, durante la seconda guerra sino-giapponese, le forze comuniste combatterono come parte nominale dell'Esercito rivoluzionario nazionale, formando le unità Ottava Armata della Strada e Nuova Quarta Armata, ma questa cooperazione in seguito crollò. Durante la guerra civile cinese l'Esercito rivoluzionario nazionale ebbe grossi problemi con la diserzione, con molti soldati che cambiavano schieramento per combattere per i comunisti.
Le truppe in India e Birmania durante la seconda guerra mondiale includevano la Chinese Expeditionary Force, l'Armata cinese in India e la Y Force.
Il governo degli Stati Uniti minacciò ripetutamente di interrompere gli aiuti alla Cina durante la seconda guerra mondiale a meno che non avesse consegnato il comando totale di tutte le forze militari cinesi agli Stati Uniti. Dopo un considerevole ritardo, l'accordo fallì solo a causa di una lettera particolarmente offensiva degli americani a Chiang.
Dopo la stesura e l'attuazione della Costituzione della Repubblica di Cina nel 1947, l'Esercito rivoluzionario nazionale venne trasformato nell'arma di servizio terrestre delle Forze armate della Repubblica di Cina – l'Esercito della Repubblica di Cina (ROCA).

## Organizzazione

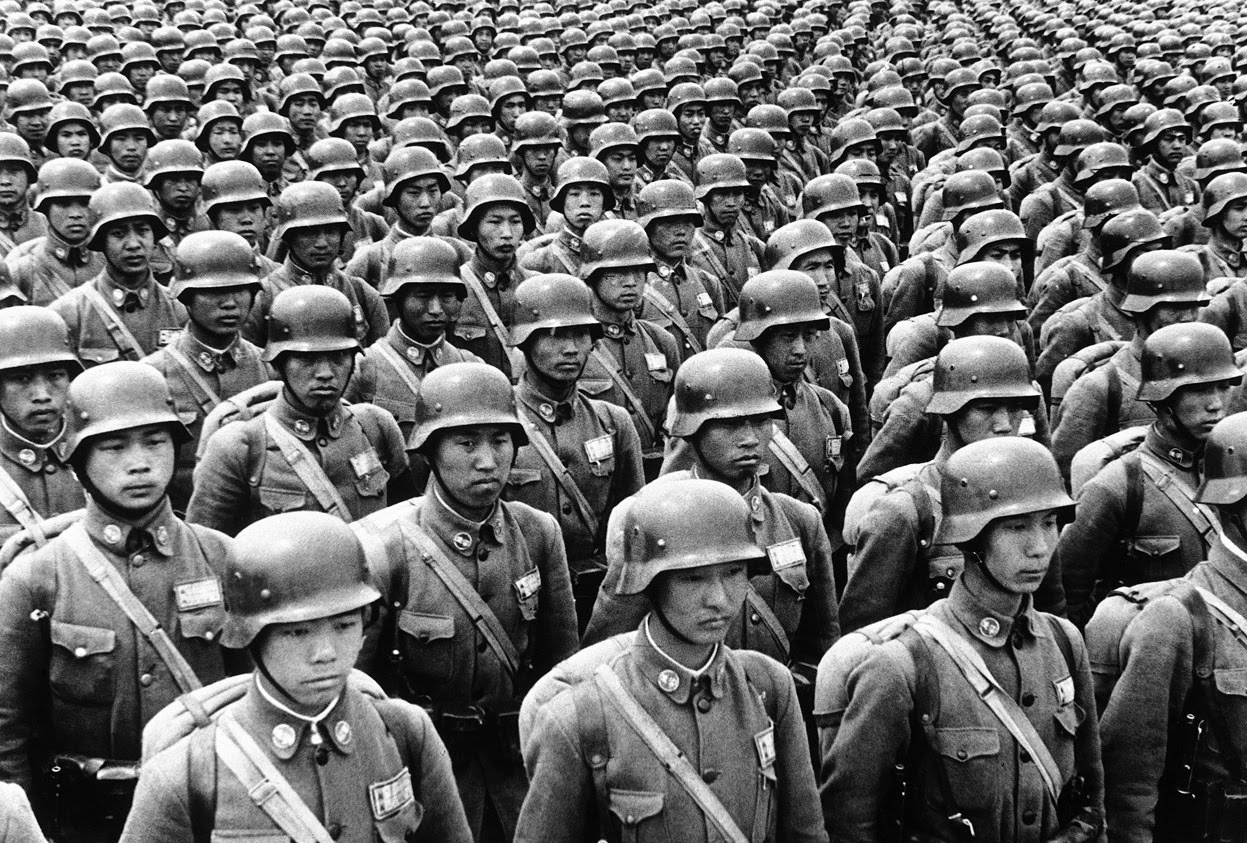
Divisioni d'élite addestrate dai tedeschi dell'Esercito rivoluzionario nazionale prima della battaglia di Wuhan

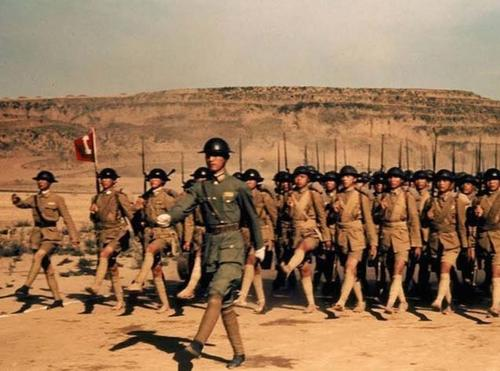
Un plotone dell'Esercito rivoluzionario nazionale in marcia con elmetti britannici durante una parata in Birmania nel 1943.

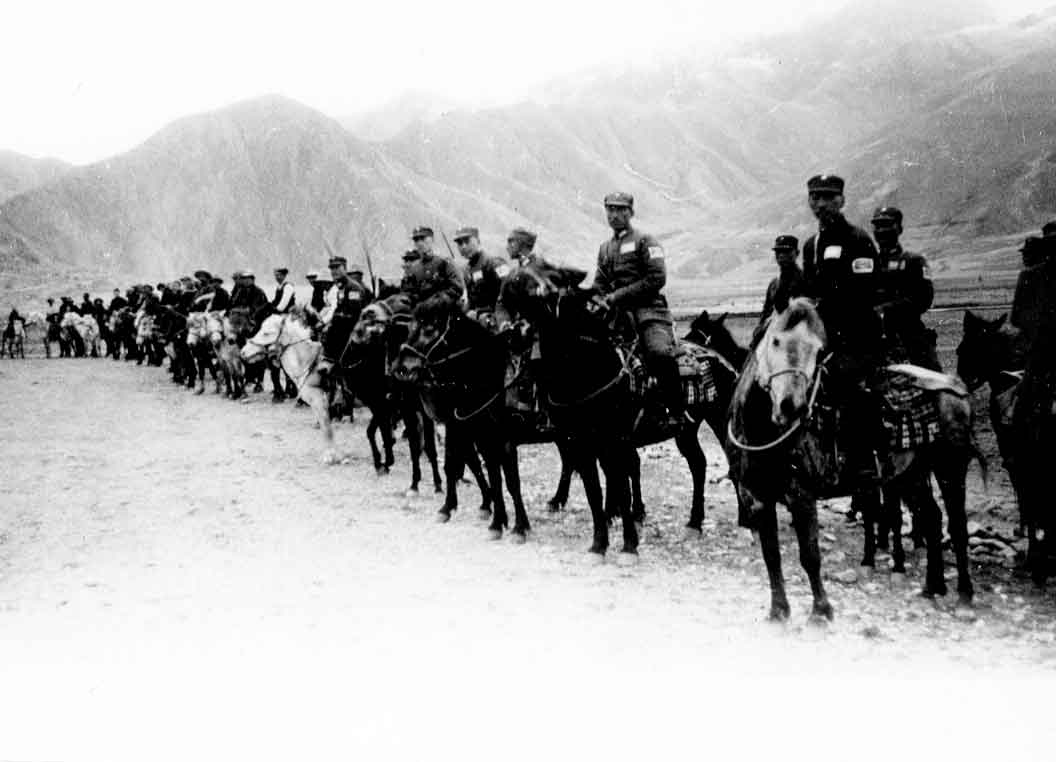
La cavalleria dell'Esercito rivoluzionario nazionale

L'Esercito rivoluzionario nazionale era composto da circa 4.300.000 effettivi suddivisi in 370 divisioni ordinarie (正式師), 46 divisioni di nuovo tipo (新編師), 12 divisioni di cavalleria (騎兵師), 8 divisioni di cavalleria di nuovo tipo (新編騎兵師), 66 divisioni temporanee (暫編師) e 13 divisioni di riserva (預備師) per un totale complessivo di 515 divisioni. Tuttavia molte divisioni vennero formate unendo gli effettivi di due o più unità e non tutte furono operative nello stesso tempo.
Al vertice dell'ERN c'era il Consiglio militare nazionale, tradotto anche come Commissione per gli affari militari. Presieduto da Chiang Kai-Shek, dirigeva gli stati maggiori e i comandi. Comprendeva dal 1937 il Capo di Stato Maggiore, il Generale He Yingqin, lo Stato Maggiore, il Ministero della Guerra, le regioni militari, le forze aeree e navali, i comandanti della difesa aerea e delle guarnigioni e i servizi di supporto. Circa 14 milioni di uomini vennero soldati dal 1937 al 1945.
Inoltre, vennero create nuove divisioni per sostituire le divisioni standard perse all'inizio della guerra ed esse ricevettero il numero delle vecchie divisioni. Pertanto, il numero di divisioni in servizio attivo in un dato momento è molto più piccolo di questo. La divisione media dell'ERN aveva 5.000-6.000 soldati; una divisione media dell'esercito aveva 10.000-15.000 soldati, l'equivalente di una divisione giapponese. Nemmeno le divisioni addestrate in Germania erano alla pari in termini di uomini con una divisione tedesca o giapponese, avendo solo 10.000 uomini.
L'opuscolo della campagna dello United States Army sulla campagna difensiva della Cina del 1942-1945 diceva:
L'ERN aveva solo un piccolo numero di veicoli corazzati e truppe meccanizzate. All'inizio della guerra nel 1937 i corazzati erano organizzati in tre battaglioni corazzati, dotati di carri armati ed autoblindo di vari paesi. Successivamente questi battaglioni vennero per lo più distrutti nella Battaglia di Shanghai e nella Battaglia di Nanchino. I nuovi carri armati, autoblindo e camion forniti dall'Unione Sovietica e dall'Italia permisero di creare l'unica divisione meccanizzata dell'esercito, la 200ª Divisione. Questa divisione alla fine cessò di essere un'unità meccanizzata dopo la riorganizzazione delle divisioni del giugno 1938. I reggimenti corazzati e di artiglieria vennero posti sotto il comando diretto del V Corpo d'armata e la 200ª Divisione divenne una divisione di fanteria motorizzata all'interno dello stesso corpo d'armata. Questo corpo d'armata combatté nella Battaglia di Guangxi nel 1939–1940 e nella Battaglia dello Yunnan nel 1942 riducendo le unità corazzate a causa di perdite e guasti meccanici dei veicoli. Sulla carta la Cina aveva 3,8 milioni di uomini sotto le armi nel 1941. Erano organizzati in 246 divisioni "di prima linea", con altre 70 divisioni assegnate alle retrovie. Forse fino a quaranta divisioni cinesi erano state equipaggiate con armi di fabbricazione europea e addestrate da consiglieri stranieri, in particolare tedeschi e sovietici. Il resto delle unità era sottoforza e generalmente non addestrato. Nel complesso, l'esercito nazionalista ha impressionato la maggior parte degli osservatori militari occidentali perché ricorda più un esercito del XIX secolo che quello del XX.
Alla fine della campagna della Birmania, l'esercito dell'NRA aveva un battaglione corazzato dotato di carri armati Sherman.
Nonostante le pessime recensioni date dagli osservatori europei alle divisioni addestrate in Europa, le Divisioni musulmane dell'Esercito rivoluzionario nazionale, addestrate in Cina (non da occidentali) e guidate da generali musulmani della Cricca Ma, spaventarono gli osservatori europei con il loro aspetto e le loro abilità di combattimento in battaglia. Europei come Sven Hedin e Georg Vasel erano in soggezione per l'aspetto dato dalle divisioni cinesi musulmane dell'ERN e per le loro feroci capacità di combattimento. Essi vennero addestrati in condizioni dure e brutali. La 36ª Divisione, addestrata interamente in Cina senza alcun aiuto europeo, era composta da musulmani cinesi e combatté e dilaniò duramente un'armata sovietica invasora durante l'invasione sovietica dello Xinjiang. La divisione era priva di tecnologia e uomini, ma danneggiò gravemente la forza russa superiore.
Gli osservatori occidentali riferirono che le divisioni musulmane dell'esercito controllate dal generale musulmano Ma Hongkui erano dure e disciplinate. Nonostante avesse il diabete, Ma Hongkui si addestrò personalmente con i suoi soldati e durante l'addestramento s'impegnò nella scherma.
Quando i capi di molte delle armate dei signori della guerra e provinciali si unirono al KMT e vennero nominati ufficiali e generali, le loro truppe si unirono all'ERN. Queste armate vennero ribattezzate come divisioni dell'ERN. Tutte le armate della Cricca Ma vennero assorbite dall'ERN. Quando il generale musulmano della cricca Ma Ma Qi si unì al KMT, l'esercito Ninghai venne ribattezzato 26ª Divisione dell'Esercito rivoluzionario nazionale.

### L'organizzazione delle unità

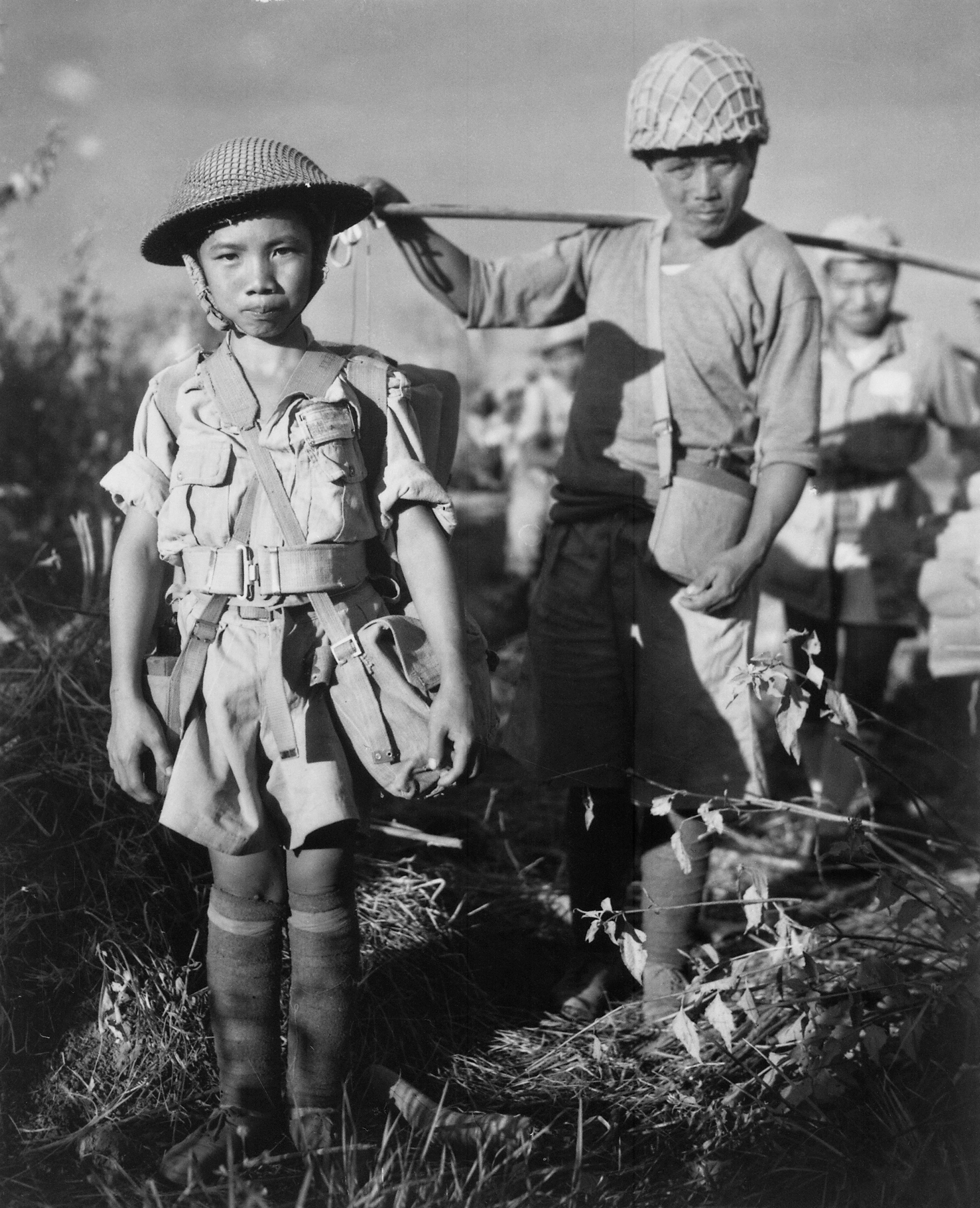
Un soldato nazionalista cinese, 10 anni, membro di una divisione cinese della X Force, s'imbarca su aerei in Birmania diretti in Cina, maggio 1944.

L'organizzazione delle unità dell'ERN era la seguente: Il comandante in capo dell'ERN dal 1925 al 1947 fu il Generalissimo Chiang Kai-shek.
Commissione Affari Militari
- Regione militare ×12 (戰區)
  - Corpo d'armata ×4(兵團) – Il Corpo d'armata, 兵團, era una delle più grandi formazioni militari dell'ERN durante la seconda guerra sino-giapponese.[13] Questi corpi d'armata erano composti da un certo numero di gruppi d'armate, armate, corpi d'armata, divisioni, brigate e reggimenti. In numero di divisioni, erano più grandi dei gruppi d'armata occidentali. Vennero formati solo quattro corpi d'armata per comandare le grandi forze che difendevano la capitale cinese durante la Battaglia di Wuhan nel 1938. (Vedi Ordine di battaglia della Battaglia di Wuhan).
    - Gruppo d'armate ×40 (集團軍 Gruppo d'armate)
      - Armate della Strada (路軍)
      - Armata ×30 (軍)
        - Corpo d'armata ×133 (軍團 Gruppo d'armata) – di solito esercitava il comando su due o tre divisioni dell'ERN e spesso su un certo numero di brigate o reggimenti indipendenti e di unità di supporto.[13] La Repubblica cinese ebbe 133 corpi d'armata durante la seconda guerra sino-giapponese. Dopo le perdite nella prima parte della guerra, con le riforme del 1938, la rimanente scarsa artiglieria e le altre formazioni di supporto vennero ritirate dalla Divisione e tenute a livello di corpo d'armata, armata o superiore. Il corpo d'armata divenne l'unità tattica di base dell'ERN con una forza quasi equivalente a una divisione alleata.
          - Divisione (師)
            - Brigata (旅)
              - Reggimento (團)
                - Battaglione (營)
                  - Compagnia (連)
                    - Plotone (排)
                      - Squadra (班)

### Organizzazione della divisione
L'ERN ha utilizzato più organizzazioni divisionali quando emersero diverse minacce e altri fattori resero necessaria una nuova organizzazione. Gli anni seguenti si riferiscono al calendario Minguo che inizia nel 1911. Pertanto, la divisione del 22º anno è la divisione del 1933.

#### Divisione anticomunista del 22º anno[14]
- Comando di divisione 79 ufficiali 147 soldati
- Compagnia di segnalazione 6 ufficiali 168 soldati (suddivisi in 3 plotoni, con 3 squadre per plotone)
- Compagnia di ricognizione 5 ufficiali 144 soldati
- 3 reggimenti di fanteria contenenti ciascuno:
  - Quartier generale di reggimento 22 ufficiali 68 soldati
  - Plotone di segnalazione 1 ufficiale 48 soldati
  - 3 battaglioni di fanteria contenenti ciascuno:
    - Comando di battaglione 4 ufficiali 13 soldati
    - 3 compagnie fucilieri 6 ufficiali 145 soldati (divise in 3 plotoni, con ogni plotone composto da 3 squadre da 14 uomini)
    - Compagnia mitraglieri 5 ufficiali 121 soldati (divise in 3 plotoni, ciascuno con 2 squadre da 16 uomini con Maxim MG)
    - Compagnia mortai 6 ufficiali 138 soldati (divisa in 3 plotoni, ciascuno con 2 squadre da 19 uomini con mortai da 82 mm)

  - Compagnia compiti speciali 6 ufficiali 145 soldati (rispetto alla compagnia di fucilieri)
  - Plotone trasporti 1 ufficiale 42 soldati (3 squadre da 14 uomini)
  - Plotone barellieri 1 ufficiale 43 soldati (3 squadre da 13 uomini)
- Battaglione d'artiglieria
  - Comando di battaglione 12 ufficiali 98 soldati
  - Tre batterie contenenti ciascuna 5 ufficiali 203 soldati (2 plotoni, ciascuno con 2 cannoni da 75 mm)
- Battaglione del Genio
  - Comando di battaglione 11 ufficiali 41 soldati
  - Tre compagnie del Genio, ciascuna composta da 6 ufficiali 179 soldati (3 plotoni, ciascuno con 3 squadre da 17 uomini)
- Battaglione compiti speciali 27 ufficiali 569 soldati (identico al battaglione di fanteria)
- Battaglione trasporti
  - Comando di battaglione 13 ufficiali 31 soldati
  - Due compagnie trasporti, ciascuna composta da 6 ufficiali 148 soldati (3 plotoni, ciascuno con 3 squadre da 14 uomini)

Il modello di cui sopra venne applicato solo alle divisioni in servizio nel Guangxi durante la quinta campagna di accerchiamento.

### Il Piano 60 divisioni
Nel 1935 venne ideato un nuovo piano per creare 60 nuove divisioni in lotti di 6 mesi, con divisioni da aumentare dai distretti divisionali ad esse legati, con l'obiettivo di migliorare la coesione e la comunicazione oltre a semplificare il reclutamento; tuttavia gli ufficiali dovevano essere reclutati a livello nazionale e inseriti in queste divisioni per interrompere le affiliazioni regionali. La divisione Nuovo Tipo del 24º anno era quasi l'equivalente delle divisioni in stile occidentale, con la notevole differenza che era l'assenza di radio nella divisione cinese. La pianificazione iniziò nel dicembre 1934 e nel gennaio 1935 venne convocata una riunione riservata di oltre 80 dei più alti ufficiali dell'ERN con un calendario pubblicato.
- 6-10 divisioni dovevano essere organizzate nel 1935
- 16-20 divisioni nel 1936
- 20-30 divisioni nel 1937
- Il resto nel 1938.

Questo nuovo esercito, essendo significativamente meglio armato e addestrato rispetto agli eserciti dei signori della guerra, avrebbe dato a Chiang un grande vantaggio sui suoi avversari interni, oltre a essere personalmente responsabile nei confronti del Generalissimo.
Tuttavia, l'industria cinese non era in grado di produrre l'artiglieria o i cannoni di fanteria in grandi quantità necessarie per il piano di 60 divisioni e le importazioni tedesche non erano disponibili. I mortai vennero introdotti come sostituti dei cannoni di fanteria e successivamente come sostituti dell'artiglieria. Mancavano anche i cavalli, poiché la nuova divisione ne richiedeva molti e le divisioni cinesi spesso usavano muli, buoi o addirittura bufali come sostituti dei molti cavalli.
Nel 1935 vennero organizzate 10 divisioni sul nuovo modello ma mancavano le attrezzature. Altre 20 vennero riorganizzate dall'incidente del ponte di Marco Polo ma ancora una volta mancavano le attrezzature, il che significa che queste divisioni non dovevano essere l'equivalente moderno delle divisioni in stile occidentale o giapponese.

#### Divisione Nuovo Tipo del 24º anno[14]
- Comando di divisione 138 uomini 33 cavalli
- Squadrone di cavalleria 237 uomini 239 cavalli
- Battaglione segnalazioni (372 uomini e 129 cavalli)
  - Comando di battaglione 36 cavalli 129 cavalli
  - Due compagnie segnalazioni con 131 uomini ciascuna
  - Treni 74 uomini
- Due brigate di fanteria (6.114 uomini e 1.216 cavalli), ciascuna con
  - Comando di brigata 29 uomini 10 cavalli
  - Due reggimenti di fanteria, ciascuno con
    - Comando di reggimento 51 uomini 10 cavalli
    - Compagnia di segnalazione 91 uomini 17 cavalli
    - Tre battaglioni di fanteria, ciascuno con
      - Comando di battaglione 47 uomini 3 cavalli
      - Tre compagnie di fucilieri, ciascuna con 177 uomini
      - Compagnia di mitragliatrici 126 uomini 43 cavalli
      - Plotone di cannoni 71 uomini 26 cavalli

    - Compagnia di cannoni/mortai di fanteria 118 uomini 56 cavalli
    - Plotone compiti speciali 53 uomini

  - Plotone compiti speciali 53 uomini
- Reggimento d'artiglieria (2.045 uomini e 1.181 cavalli)
  - Comando di reggimento 72 uomini 31 cavalli
  - Batteria di segnalazione 237 uomini 106 cavalli
  - Tre battaglioni d'artiglieria, ciascuno con
    - Comando di battaglione 66 uomini 348 cavalli
    - Tre batterie, ciascuna con 165 uomini

  - Plotone compiti speciali 53 uomini
- OPPURE Reggimento d'artiglieria da montagna (in sostituzione di un reggimento d'artiglieria) (2.565 uomini e 1.163)
- Comando di reggimento 72 uomini 31 cavalli
- Batteria Singal 237 uomini 106 cavalli
- Tre battaglioni di artiglieria da montagna, ciascuno con
  - Comando di battaglione 66 uomini 342 cavalli
  - Tre batterie, ciascuna con 211 uomini
- Plotone compiti speciali 53 uomini
- Battaglione del Genio (622 uomini e 89 cavalli)
  - Comando di battaglione 33 uomini 89 cavalli
  - Plotone segnalazioni 37 uomini
  - Tre compagnie del Genio, ciascuna con 184 uomini
- Battaglione trasporti (332 uomini e 332 cavalli)
  - Comando di battaglione 37 uomini 6 cavalli
  - 1ª Compagnia trasporti 188 uomini 221 cavalli
  - 2ª Compagnia trasporti 107 uomini 105 cavalli
- Compagnia compiti speciali 234 uomini
- Altri 155 uomini

Per un totale di 10.012 uomini e 3.219 cavalli con il reggimento d'artiglieria. Con il reggimento d'artiglieria da montagna il totale è di 10.632 uomini e 3.237 cavalli.

#### Aggiustamenti in tempo di guerra
Tuttavia, con il progredire della guerra e la perdita di masse di equipaggiamento, il Piano 60 divisioni venne abbandonato, così come le divisioni più grandi in generale, poiché la Commissione per gli affari militari passò a una divisione più piccola e più mobile adatta alla realtà della situazione. Ciò avvenne dopo una riorganizzazione iniziale nel 1937 che incorporò il lanciagranate Type 89, che impressionò i cinesi. Va notato, tuttavia, che anche se questa riorganizzazione del 1937 mantenne la forza della divisione a poco meno di 11.000 uomini, a meno di 4.000 (il personale in prima linea) vennero fornite armi leggere come fucili. Nel 1938 un'ulteriore riforma venne attuata da He Yingqin per volere di Chiang Kai-shek. Il suo rapporto richiedeva una numerazione e una designazione integrate delle unità dal livello di reggimento in su, un sistema finanziario e di approvvigionamento standardizzato e la nomina di comandanti leali. Venne inoltre organizzato un nuovo modello di divisione: la divisione del 27º anno (1938), che creò l'armata come unità fissa, abolì l'artiglieria di divisione (spesso una forza cartacea a causa della cronica carenza di artiglieria da campagna) e coordinò il supporto dell'artiglieria a livello d'armata; sebbene la divisione fosse rimasta a circa 11.000 uomini, questo modello non venne seguito, con poche divisioni riorganizzate su questo modello a causa della costante campagna dell'esercito centrale e del rifiuto dei signori della guerra di adottare la nuova organizzazione. Tuttavia, la divisione si rivelò ancora troppo grande e venne riformata in divisioni triangolari (una divisione con un comando di divisione e 3 reggimenti di fanteria anziché la precedente divisione quadrata con 2 brigate ciascuna con 2 reggimenti); questa organizzazione del 1938 rimase la formazione più comune fino alla fine della guerra, sebbene venne modificata con 16 divisioni che ricevevano compagnie anticarro e 20 che ricevevano compagnie antiaeree. L'artiglieria rimase in una carenza cronica solo parzialmente rimediata dalla produzione di mortai da 82 mm, ma questi mortai erano tutt'altro che universali anche alla fine della guerra. Ulteriori modifiche vennero apportate nella riorganizzazione del 1942, con la divisione del 1938 che perse tutte le sue formazioni non combattenti. Queste formazioni vennero spostate a livello d'armata e, con l'adozione universale della formazione della divisione triangolare, la divisione del 1942 aveva una forza di 6.794 ufficiali e arruolò il 60% della forza della divisione del 1938.

### Le squadre suicide
Durante la rivoluzione Xinhai ed il periodo dei signori della guerra della Repubblica di Cina, i "corpi della morte" (敢死隊T, gǎnsǐduìS, 敢死队P) o "squadre suicide" erano spesso usati dalle armate cinesi. La Cina schierò queste unità suicide contro i giapponesi durante la seconda guerra sino-giapponese.
Le truppe "della morte" vennero usate dai signori della guerra nelle loro armate per condurre attacchi suicidi. I corpi "della morte" continuarono ad essere utilizzati nell'esercito cinese. Il Kuomintang ne usò uno per sedare un'insurrezione a Canton. Molte donne vi si unirono oltre agli uomini per ottenere il martirio contro gli avversari della Cina.
Un "corpo della morte" venne effettivamente utilizzato contro le unità giapponesi nella battaglia di Taierzhuang. Essi usarono spade.

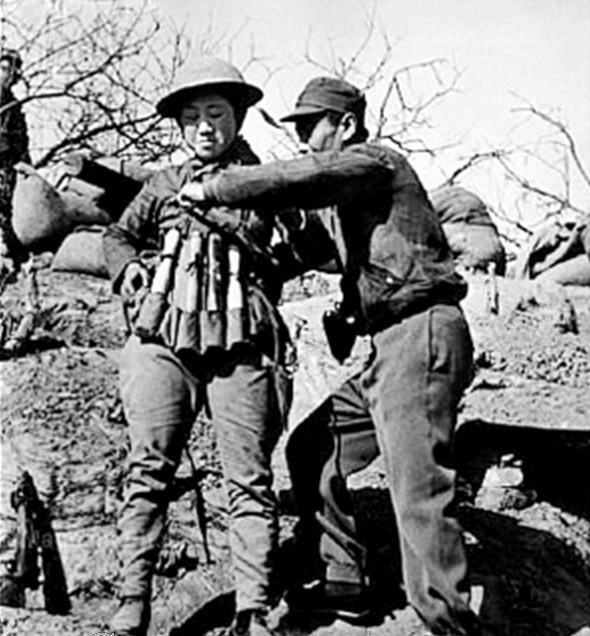
Attentatore suicida cinese che indossa un giubbotto esplosivo fatto di bombe a mano Modello 24 da utilizzare in un attacco ai carri armati giapponesi nella battaglia di Taierzhuang.

Anche il bombardamento suicida venne usato contro i giapponesi. Un soldato cinese fece esplodere un giubbotto di granate e uccise 20 soldati giapponesi al magazzino di Sihang. Le truppe cinesi legavano esplosivi come pacchi di granate o dinamite ai loro corpi e si gettavano sotto i carri armati giapponesi per farli esplodere. Questa tattica venne utilizzata durante la battaglia di Shanghai, dove un attentatore suicida cinese fermò una colonna di carri armati giapponesi facendosi esplodere sotto il carro armato in testa, e nella battaglia di Taierzhuang, dove la dinamite e le granate vennero fissate dalle truppe cinesi che si precipitarono sui carri armati giapponesi e si fecero esplodere. In un incidente a Taierzhuang, gli attentatori suicidi cinesi distrussero quattro carri armati giapponesi con fasci di granate.

### I battaglioni di disciplina
Durante la guerra civile cinese l'Esercito Rivoluzionario Nazionale (ERN) era noto per aver usato battaglioni di disciplina dal 1945 al 1949. Un'unità composta da disertori e accusati di codardia, il battaglione di disciplina assegnava compiti come la ricognizione davanti alle forze principali per cercare imboscate, attraversare fiumi e torrenti per vedere se erano guadabili e attraversare campi minati non mappati.

### La coscrizione
L'esercito venne formato attraverso campagne di coscrizione sanguinose e disumane. Queste vennero descritte da Rudolph Rummel come:
Questa era un affare mortale in cui gli uomini venivano rapiti per l'esercito, rastrellati indiscriminatamente da bande della stampa o da unità dell'esercito tra quelli per le strade o nelle città e nei villaggi, o altrimenti radunati. Molti uomini, alcuni molto giovani e vecchi, vennero uccisi mentre resistevano o cercavano di fuggire. Una volta raccolti, venivano legati o incatenati insieme e fatti marciare, con poco cibo o acqua, per lunghe distanze fino al campo. Spesso morivano o venivano uccisi lungo la strada, a volte meno del 50% raggiungeva vivo il campo. Allora il campo di reclutamento non era migliore, con ospedali che assomigliavano ai campi di concentramento nazisti come Buchenwald.

## Gradi militari

### Ufficiali
|         | Ufficiali generali    | Ufficiali generali          | Ufficiali generali | Ufficiali generali   | Ufficiali generali   | Ufficiali superiori | Ufficiali superiori    | Ufficiali superiori | Ufficiali inferiori | Ufficiali inferiori | Ufficiali inferiori | Cadetti     |
| ------- | --------------------- | --------------------------- | ------------------ | -------------------- | -------------------- | ------------------- | ---------------------- | ------------------- | ------------------- | ------------------- | ------------------- | ----------- |
| Insegna |                       |                             |                    |                      |                      |                     |                        |                     |                     |                     |                     |             |
| Titolo  | Generalissimo特級上將 | Colonnello generale一級上將 | Generale二級上將   | Tenente generale中將 | Maggior generale少將 | Colonnello上校      | Tenente colonnello中校 | Maggiore少校        | Capitano上尉        | Tenente中尉         | Sottotenente少尉    | Alfiere准尉 |

### Altri gradi militari
|         | Sottufficiali       | Sottufficiali | Sottufficiali | Soldati                 | Soldati              | Soldati       |
| ------- | ------------------- | ------------- | ------------- | ----------------------- | -------------------- | ------------- |
| Insegna |                     |               |               |                         |                      |               |
| Titolo  | Sergente scelto上士 | Sergente中士  | Caporale下士  | Soldato superiore上等兵 | Soldato scelto一等兵 | Soldato二等兵 |

## Equipaggiamento

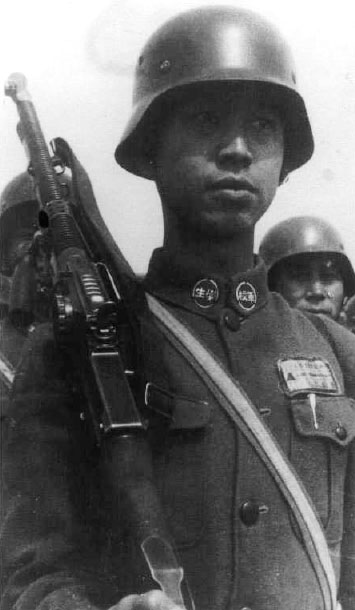
Un soldato dell'esercito nazionalista cinese equipaggiato con un elmetto tedesco M35 ed una ZB vz. 26.

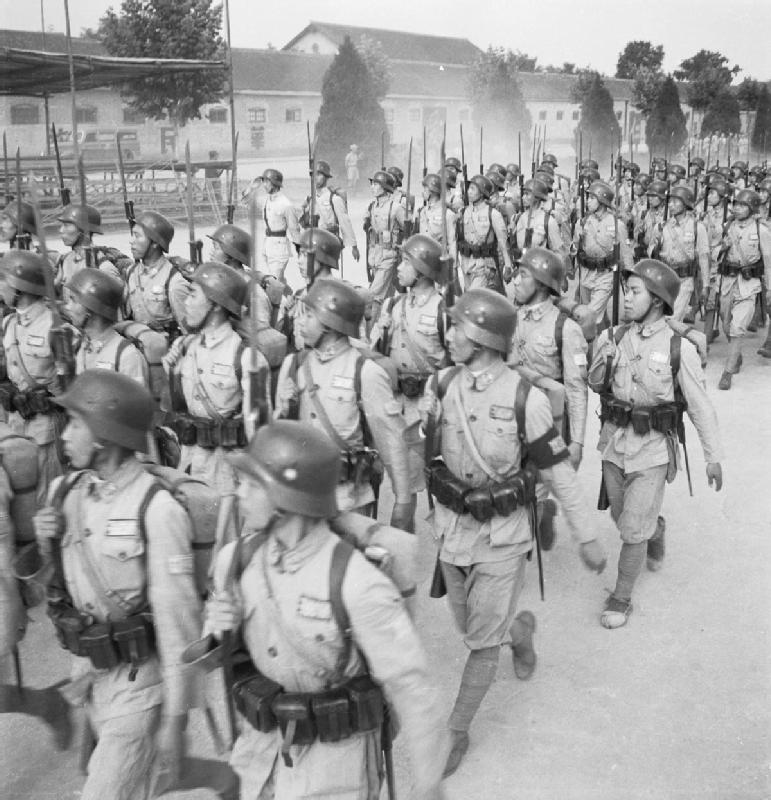
Soldati cinesi con equipaggiamento tedesco marciano nell'Accademia militare cinese a Chengdu nel 1944.

Per le normali divisioni provinciali cinesi i fucili standard erano gli Hanyang 88 (copia del Gewehr 88). Le divisioni dell'Armata centrale erano tipicamente equipaggiate con il fucile Chiang Kai-shek e altri fucili di tipo Mauser provenienti da Germania, Belgio e Cecoslovacchia. Le mitragliatrici leggere standard vennero importate o prodotte internamente dalla ceca ZB vz. 26 di Brno nello standard 7,92 mm. C'erano mitragliatrici di altre fonti, come quella belga, francese e del programma di aiuti sovietico. In generale, c'erano 6-9 MGL in una compagnia di fanteria, con la fornitura mensile di munizioni di circa 5.000 colpi (per un consumo di 5 giorni). Le mitragliatrici pesanti erano principalmente mitragliatrici Maxim raffreddate ad acqua Type 24 di fabbricazione locale (basate sulla versione commerciale della tedesca MG 08) e mitragliatrici Browning Type Triple-Ten M1917 camerate per il proiettile Mauser standard da 8 mm. In media, ogni battaglione dell'Armata centrale conteneva una compagnia di mitragliatrici con 5-6 mitragliatrici pesanti. Gli venne assegnata una fornitura mensile di 20.000 colpi. L'arma da fianco più comune per sottufficiali e ufficiali era la pistola semiautomatica Mauser C96 da 7,63 mm. I fucili mitragliatori non facevano parte di alcun TO&E, ma molti furono ereditati da ex eserciti di signori della guerra o prodotti localmente. Erano generalmente trasportati dalle guardie dei comandanti di divisione o di corpo d'armata o da plotoni/compagnie di servizio speciale. Alcune unità d'élite, come la X Force in Birmania, utilizzavano equipaggiamento statunitense in prestito/affitto.

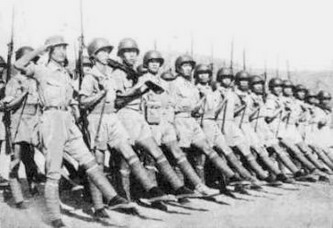
Soldati dell'esercito cinese con euipaggiamento americano marciano in India.

In generale, le divisioni regolari provinciali dell'esercito non possedevano artiglieria. Tuttavia, alcune divisioni dell'Armata centrale erano equipaggiate con cannoni anticarro PaK 35/36 da 37 mm e/o mortai Oerlikon, Madsen e Solothurn. Ognuna di queste divisioni di fanteria aveva idealmente 6 mortai francesi Brandt da 81 mm e 6 cannoni automatici Solothurn da 20 mm. Alcune brigate e reggimenti d'artiglieria indipendenti erano equipaggiati con cannoni da campagna Krupp 75 mm L/29, Krupp 75 mm L/14 o cannoni da montagna Bofors 75 mm L/20. C'erano anche 24 obici Rheinmetall 150 mm L/32 sFH 18 (acquistati nel 1934) e 24 obici Krupp 150 mm L/30 sFH 18 (acquistati nel 1936). All'inizio della guerra, l'ERN e il reggimento della polizia tributaria avevano tre battaglioni di carri armati pesanti con carri armati leggeri tedeschi Panzer I e carri armati CV35. Dopo la sconfitta nella battaglia di Shanghai, i carri armati rimanenti, insieme a diverse centinaia di carri armati T-26 e BT-5 acquisiti dall'Unione Sovietica, vennero riorganizzati nella 200ª Divisione.
Le uniformi della fanteria erano fondamentalmente giacche di Zhongshan ridisegnate. Le mollettiere erano standard sia per i soldati che per gli ufficiali, poiché la principale modalità di movimento per le truppe dell'ERN era a piedi. I soldati ricevettero anche berretti da campo cuciti. Gli elmetti erano la caratteristica più distintiva di queste divisioni. Dal momento in cui lo Stahlhelm M35 tedesco uscì dalle linee di produzione nel 1935, e fino al 1936, l'ERN importò 315.000 di questi elmetti, solitamente visti con il blu cielo con un emblema del sole bianco della ROC sui lati. Questi elmetti erano indossati sia dalle divisioni addestrate dai tedeschi che dalle normali divisioni dell'Armata centrale. Altri elemtti includevano l'elmetto francese Adrian, l'elmetto britannico Brodie e in seguito l'elmetto americano M1. Altre attrezzature includevano scarpe di paglia per i soldati (scarpe di stoffa per l'Armata centrale), scarpe di pelle per gli ufficiali e stivali di pelle per gli ufficiali di alto rango. Ogni soldato riceveva munizioni per la sua arma, insieme a borse o imbracature per le munizioni, una borraccia, una baionetta, una borsa per il cibo e una maschera antigas.